# Jequiá da Praia
Jequiá da Praia är en kommun i Brasilien.   Den ligger i delstaten Alagoas, i den östra delen av landet, 1 400 km nordost om huvudstaden Brasília. Antalet invånare är 12 035.
Trakten runt Jequiá da Praia består till största delen av jordbruksmark. Runt Jequiá da Praia är det ganska tätbefolkat, med 75 invånare per kvadratkilometer.